# Trigésimo cuarto gobierno de Israel
El trigésimo cuarto gobierno de Israel (en hebreo: מֶמְשֶׁלֶת יִשְׂרָאֵל הַשְׁלוֹשִׁים וְאַרְבַּע‎, trans.: Mem'shelet Yisra'el HaShloshim VeArba'ah; también conocido con el Cuarto Gobierno de Netanyahu) fue un gobierno de Israel, encabezado por Benjamín Netanyahu. Fue formado tras las elecciones de la Knéset de marzo de 2015. La coalición que conformó el gobierno estuvo formada por los partidos Likud, Judaísmo de la Torá, Shas, Kulanu y la Casa Judía.

## Lineamientos de política
Los lineamentos de política del 34.º gobierno israelí incluyeron, pero no se limitaban, a:
- Fortalecimiento del Estado de Derecho.
- Reducción del coste de la vida.
- El aumento de la competencia, especialmente en el sector financiero, y la concesión de un acceso más fácil al crédito para las pequeñas y medianas empresas.
- La integración de las personas con discapacidad en la sociedad, en la prestación de la educación y el empleo de ayuda.
- Avanzar en el proceso de paz con los palestinos y otros vecinos, manteniendo los intereses nacionales de Israel.

## Acuerdos de la coalición

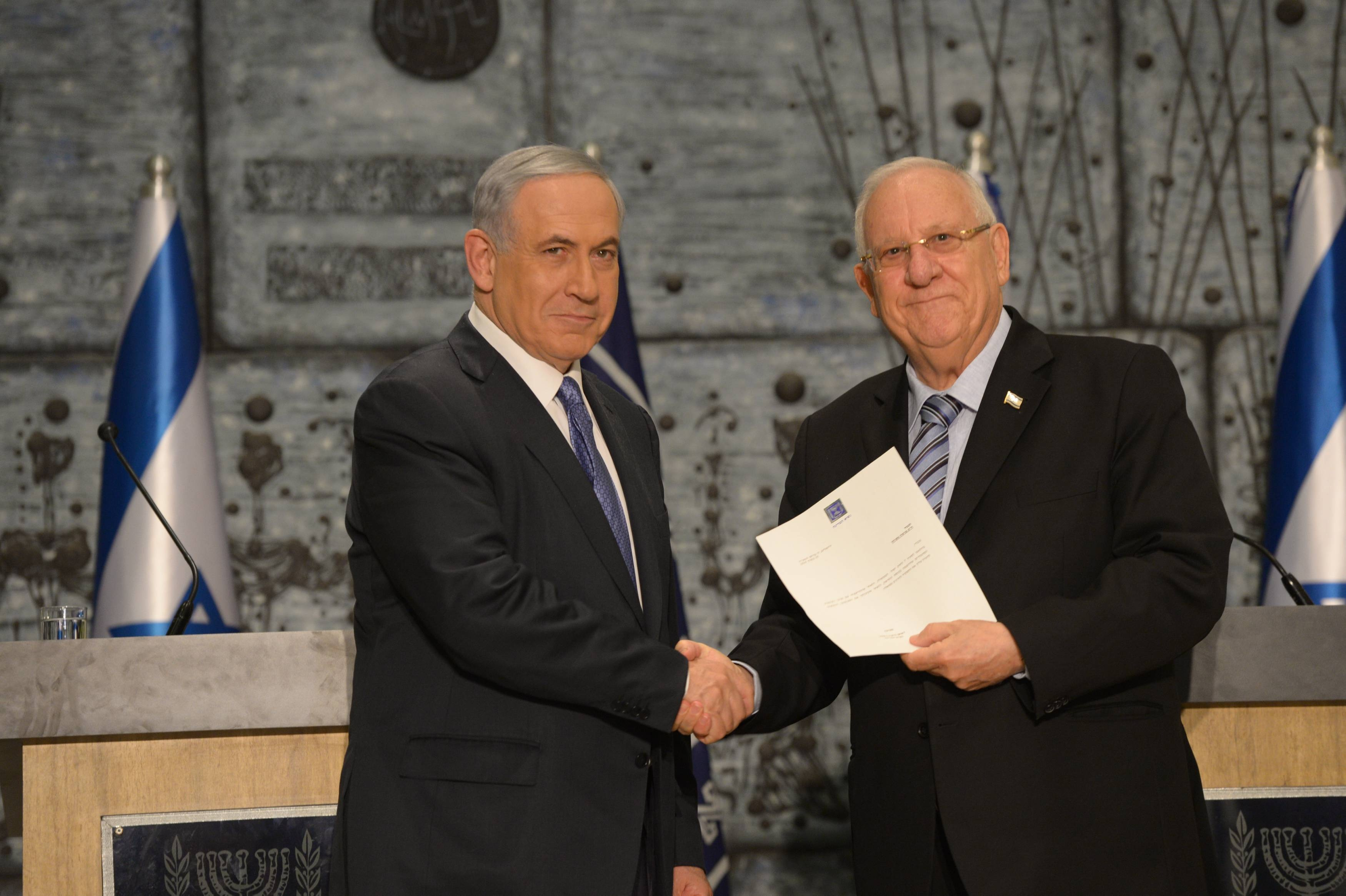
El presidente de Israel Reuven Rivlin asigna la tarea de formar el nuevo gobierno sobre el primer ministro Benjamín Netanyahu en una ceremonia oficial celebrada el 25 de marzo de 2015.

Los términos de los acuerdos de coalición se consideran ley obligatoria en Israel. Como tal, las partes deben adherirse a los acuerdos realizados con el primer ministro cuando se formó la coalición.
Los cambios en las responsabilidades de los cargos oficiales incluyen el abandono de la capacidad del ministro de Justicia de nombrar jueces de tribunales religiosos. Asimismo, el ministro de Asuntos Religiosos no tendrá control sobre los asuntos relacionados con la conversión al judaísmo; que estarán bajo la supervisión de la oficina del primer ministro.

### Kulanu
Kulanu se comprometió a apoyar la aplicación de la llamada Ley de Noruega en Israel, que permite a los miembros del parlamento abandonar la Knéset debido a la recepción de un puesto en el gabinete.
Likud acordó elevar el salario de los soldados, dar un seguro de desempleo a los trabajadores por cuenta propia y a establecer un presupuesto bienal para octubre de 2015.
A Kulanu también se le permitió votar en contra de la coalición si no estaba de acuerdo con la legislación que reformaría la Corte Suprema de Israel.

### La Casa Judía
El acuerdo incluyó un aumento de 630 millones de shékels ($ 163.4 millones) para el presupuesto de educación, una asignación de mil millones de shékels ($ 259,000,000) para elevar la paga de los soldados durante su tercer año de servicio, un aumento del presupuesto para la Universidad de Ariel, que está en Cisjordania, y el apoyo a la llamada ley de las ONG.
El acuerdo también estipulaba que todas las obligaciones y compromisos asumidos para aumentar instituciones jaredí tendrán que venir del Ministerio de Finanzas y no del Ministerio de Educación.

### Cambios futuros
Los miembros del partido Likud anticipan posibles adiciones a la coalición, entre ellos la del miembro del Likud Gilad Erdan, que no aceptó la posición ministerial que se le ofrecía por Netanyahu y Avigdor Lieberman, cuyo partido Yisrael Beitenu decidido no unirse a la coalición. Además, el miembro del Likud Tzaji Hanegbi, que tuvo que conformarse con un comité de presidencia de la Knéset, se espera que gane una posición ministerial después de un año, cuando se cambie de lugar con Ofir Akunis.

## Miembros del gabinete
| Cartera | Ministro                                                                       | Partido        |
| --- | ------------------------------------------------------------------------------ | -------------- |
| Primer ministro Ministro de Comunicaciones Ministro de Relaciones Exteriores Ministro de Salud Ministro de Desarrollo Regional | Benjamín Netanyahu                                                             | Likud          |

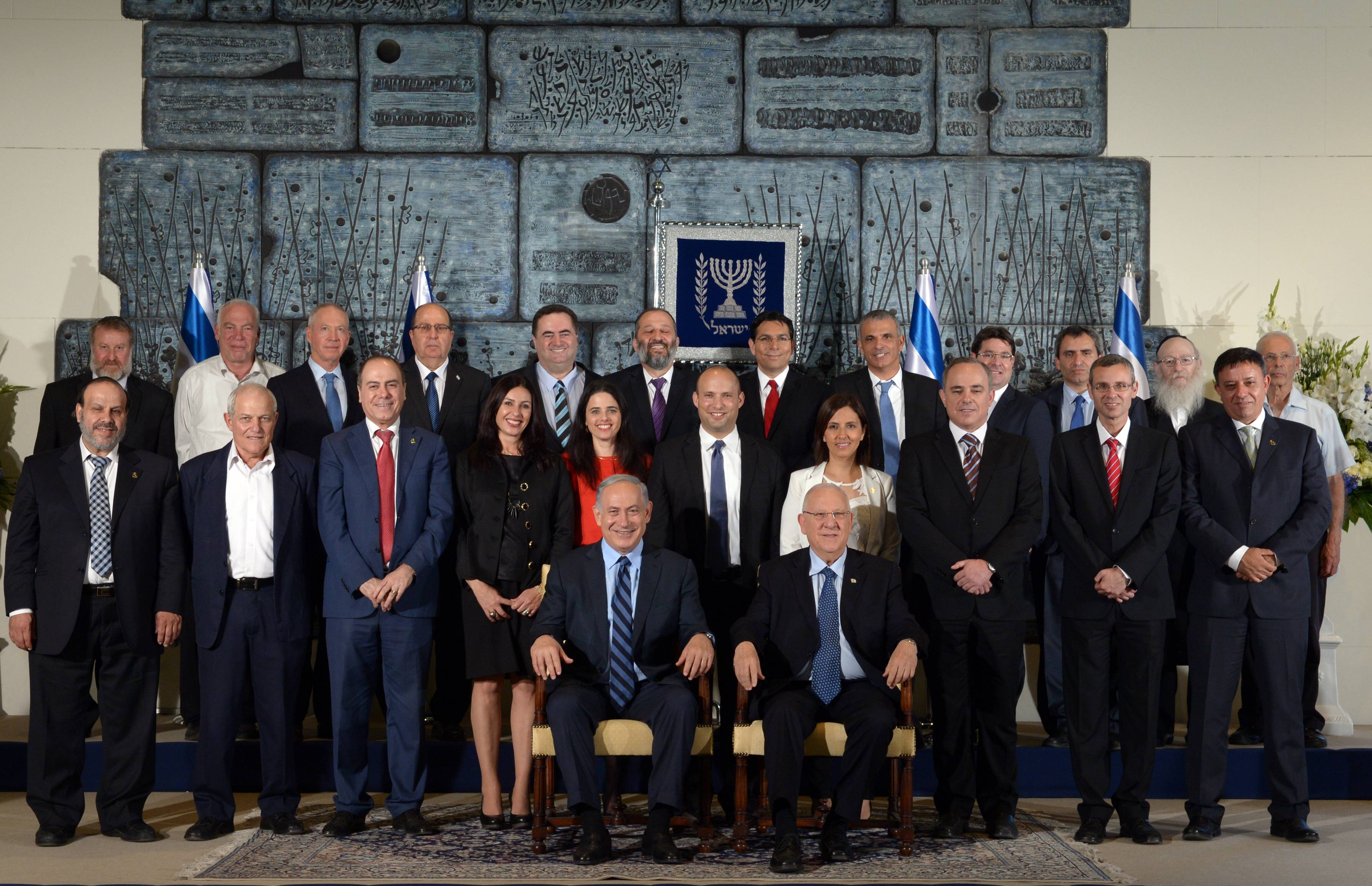
Trigésimo cuarto gobierno de Israel.

| Vice primer ministro Ministro del Interior                                                                                     | Silvan Shalom (14/5/2015-24/12/2015) Benjamín Netanyahu (24/12/2015-11/1/2016) | Likud          |
| Vice primer ministro Ministro del Interior                                                                                     | Aryeh Deri (11/1/2016-17/5/2020)                                               | Shas           |
| Ministro de Agricultura y Desarrollo Rural                                                                                     | Uri Ariel (14/5/2015-15/11/2019)                                               | La Casa Judía  |
| Ministro de Agricultura y Desarrollo Rural                                                                                     | Tzaji Hanegbi (20/1/2020-17/5/2020)                                            | Likud          |
| Ministro de Construcción | Yoav Galant (14/5/2015-2/1/2019)                                               | Kulanu         |
| Ministro de Construcción | Yifat Shasha-Biton (2/1/2019-17/5/2020)                                        | Kulanu         |
| Ministro de Cultura y Deporte                                                                                                  | Miri Regev                                                                     | Likud          |
| Ministro de Defensa | Moshe Ya'alon (14/5/2015-22/5/2016)                                            | Likud          |
| Ministro de Defensa | Benjamin Netanyahu (22/5-30/5/2016)                                            | Likud          |
| Ministro de Defensa | Avigdor Lieberman (30/5/2016-18/11/2018)                                       | Israel Beitenu |
| Ministro de Defensa | Benjamin Netanyahu (18/11(2018-8/11/2019)                                      | Likud          |
| Ministro de Defensa | Naftalí Bennett (8/11/2019-17/5/2020)                                          |                |
| Ministro de Economía | Aryeh Deri (14/5/2015-3/11/2015)                                               | Shas           |
| Ministro de Economía | Benjamín Netanyahu (3/11/2015-1/8/2016)                                        | Likud          |
| Ministro de Economía | Moshe Kahlon (1/8/2016(-(23/1/2017)                                            | Kulanu         |
| Ministro de Economía | Eli Cohen (23/1/2017-17/5/2020)                                                | Likud          |
| Ministro del Desarrollo del Néguev y Galilea                                                                                   | Aryeh Deri                                                                     | Shas           |
| Ministro de Educación | Naftali Bennett (14/5/2015-2/6/2019)                                           | Nueva Derecha  |
| Ministro de Educación | Rafi Peretz (2/6/2019-17/5/2020)                                               | Derecha Unida  |
| Ministro de Jerusalén y Asuntos de la Diáspora                                                                                 | Ze'ev Elkin                                                                    |                |
| Ministro de Protección del Medio Ambiente                                                                                      | Avi Gabai                                                                      | Kulanu         |
| Ministro de Finanzas | Moshe Kahlon                                                                   | Kulanu         |
| Ministro de Absorción e Inmigración Ministro de Asuntos Estratégicos                                                           | Ze'ev Elkin                                                                    | Likud          |
| Ministro de Inteligencia y Energía Atómica Ministro de Transporte                                                              | Yisrael Katz                                                                   | Likud          |
| Ministro de Seguridad Pública Ministro de Turismo                                                                              | Yariv Levin                                                                    | Likud          |
| Ministro de Justicia | Ayelet Shaked (14/5/2015-2/6/2019)                                             | La Casa Judía  |
| Ministro de Justicia | Amir Ohana (2/6/2019-17/5/2020)                                                | Likud          |
| Ministro de Infraestructuras Nacionales, Energía y Recursos Hídricos                                                           | Yuval Steinitz                                                                 | Likud          |
| Ministro de Servicios Religiosos                                                                                               | David Azulai                                                                   | Shas           |
| Ministro de Ciencia, Tecnología y Espacio                                                                                      | Ofir Akunis                                                                    | Likud          |
| Ministro de la Tercera Edad | Gila Gamliel                                                                   | Likud          |
| Ministro de Bienestar y Servicios Sociales                                                                                     | Haim Katz                                                                      | Likud          |
| Ministro sin cartera | Ofir Akunis                                                                    | Likud          |
| Ministro sin cartera | Benny Begin                                                                    | Likud          |

### Viceministros
| Cartera                                        | Ministro        | Partido                   |
| ---------------------------------------------- | --------------- | ------------------------- |
| Viceministro de Defensa                        | Eli Ben-Dahan   | La Casa Judía             |
| Viceministro de Educación                      | Meir Porush     | Judaísmo Unido de la Torá |
| Viceministro de Finanzas                       | Yitzhak Cohen   | Shas                      |
| Viceministro de Relaciones Exteriores          | Tzipi Hotovely  | Likud                     |
| Viceministro de Salud                          | Yaakov Litzman  | Judaísmo Unido de la Torá |
| Viceministro de Desarrollo Regional            | Ayoob Kara      | Likud                     |
| Viceministro de Bienestar y Servicios Sociales | Meshulam Nahari | Shas                      |

## Gabinete de Seguridad
| Ministro                        | Partido       |
| ------------------------------- | ------------- |
| Benjamin Netanyahu (Presidente) | Likud         |
| Yuval Steinitz                  | Likud         |
| Naftali Bennett                 | La Casa Judía |
| Yisrael Katz                    | Likud         |
| Moshe Kahlon                    | Kulanu        |

## Presidentes de los comités
| Comité                                                               | Presidente      | Partido                   |
| -------------------------------------------------------------------- | --------------- | ------------------------- |
| Vicepresidente de la Knéset                                          | Yisrael Eichler | Judaísmo Unido de la Torá |
| Vicepresidente de la Knéset                                          | Sin nombre      | Shas                      |
| Comité de Ciencia y Espacio                                          | Sin nombre      | Judaísmo Unido de la Torá |
| Comité de Finanzas                                                   | Moshe Gafni     | Judaísmo Unido de la Torá |
| Comité de Educación                                                  | Sin nombre      | Shas                      |
| Comité de Trabajo y Previsión                                        | Sin nombre      | Kulanu                    |
| Comité de Constitución, Legislación y Justicia                       | Ayelet Shaked   | La Casa Judía             |
| Comité de Energía Nuclear                                            | Yuval Steinitz  | Likud                     |
| Comité de Asuntos Exteriores y de Defensa Presidente de la Coalición | Tzachi Hanegbi  | Likud                     |

## Agencias gubernamentales y comités especiales
| Agencia/comité                                                | Presidente     | Partido       |
| ------------------------------------------------------------- | -------------- | ------------- |
| Administración de Tierras de Israel                           | Yoav Galant    | Kulanu        |
| División de Asentamientos de la Organización Sionista Mundial | Uri Ariel      | La Casa Judía |
| Comisión de Energía Atómica de Israel                         | Yuval Steinitz | Likud         |